# William March
William March (18 de setembro de 1893 - 15 de maio de 1954) foi um escritor americano de ficção psicológica e um fuzileiro naval dos Estados Unidos altamente condecorado. Autor de seis romances e quatro coletâneas de contos, March foi elogiado pela crítica, mas nunca alcançou grande popularidade.
Em 5 de junho de 1917, March se inscreveu para o serviço militar, pouco mais de um mês após a entrada dos EUA na Primeira Guerra Mundial. Ele se ofereceu como voluntário para os fuzileiros navais dos EUA em 25 de julho e, após concluir seu treinamento na Ilha Parris, foi enviado para a França em fevereiro de 1918. Junto com duas outras figuras literárias da Primeira Guerra Mundial, John W. Thomason e Laurence Stallings), March embarcou no USS Von Steuben na Filadélfia. Ele chegou à França em março de 1918 e serviu como sargento no Co F, 2º Batalhão, 5º Fuzileiros Navais, 4ª Brigada de Fuzileiros Navais, Segunda Divisão da Força Expedicionária do Exército dos EUA.